# Ґерус Сергій Васильович
о. Ґе́рус Сергій Васильович (*19 жовтня 1900, м. Корець, нині Рівненської обл.—†8 жовтня 1988, Вінніпег) — український священник, церковний діяч УПЦК, професор богослов'я, протопресвітер.
Дійсний член УВАН у Канаді (1970). Батько І.-І. Ґерус-Тарнавецької та О. Ґеруса.

## Біографія
У 1923 р. завершив навчання у Кременецькій духовній семінарії (нині в Тернопільській області), у 1929 р. — богословський факультет Варшавського університету.
У 1923 р. був висвячений у священники митрополитом Православих Церков у Польщі Діонісієм Валединським. Душпастирював у парафіях на Волині, служив у митрополита в соборі у Луцьку.
У 1941 р. перейшов до УАПЦ, від 1945 — член Церковного управління на теренах британської зони Німеччини по Другій світовій війні при митрополитові Полікарпі Сікорському.
У 1950 емігрував до Канади, приєднався до Української православної церкви Канади, був Заступником голови президії Консисторії.
У 1951—1972 роках — співпрацівник митрополита Іларіона Огієнка. Викладач і професор богослов'я від 1952 у Колегії св. Андрія.

## Праці
- «Богослуження Православної Церкви» (1956),
- «Коротка священна історія Старого Завіту» (1977),
- «Коротка священна історія Нового Завіту» (1977; усі — Вінніпеґ).